# Hirakiki-jinja

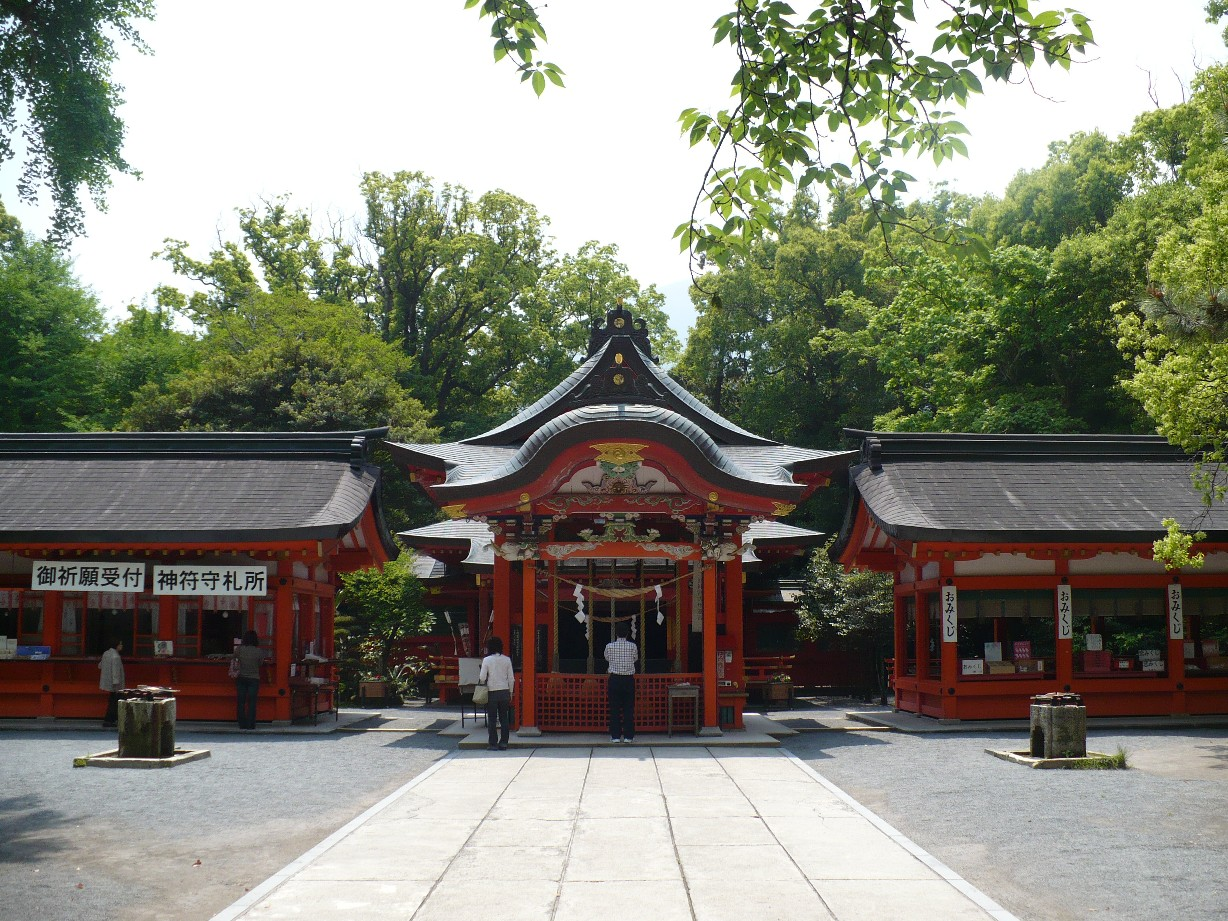
Le honden, (bâtiment principal) du Hirakiki-jinja.

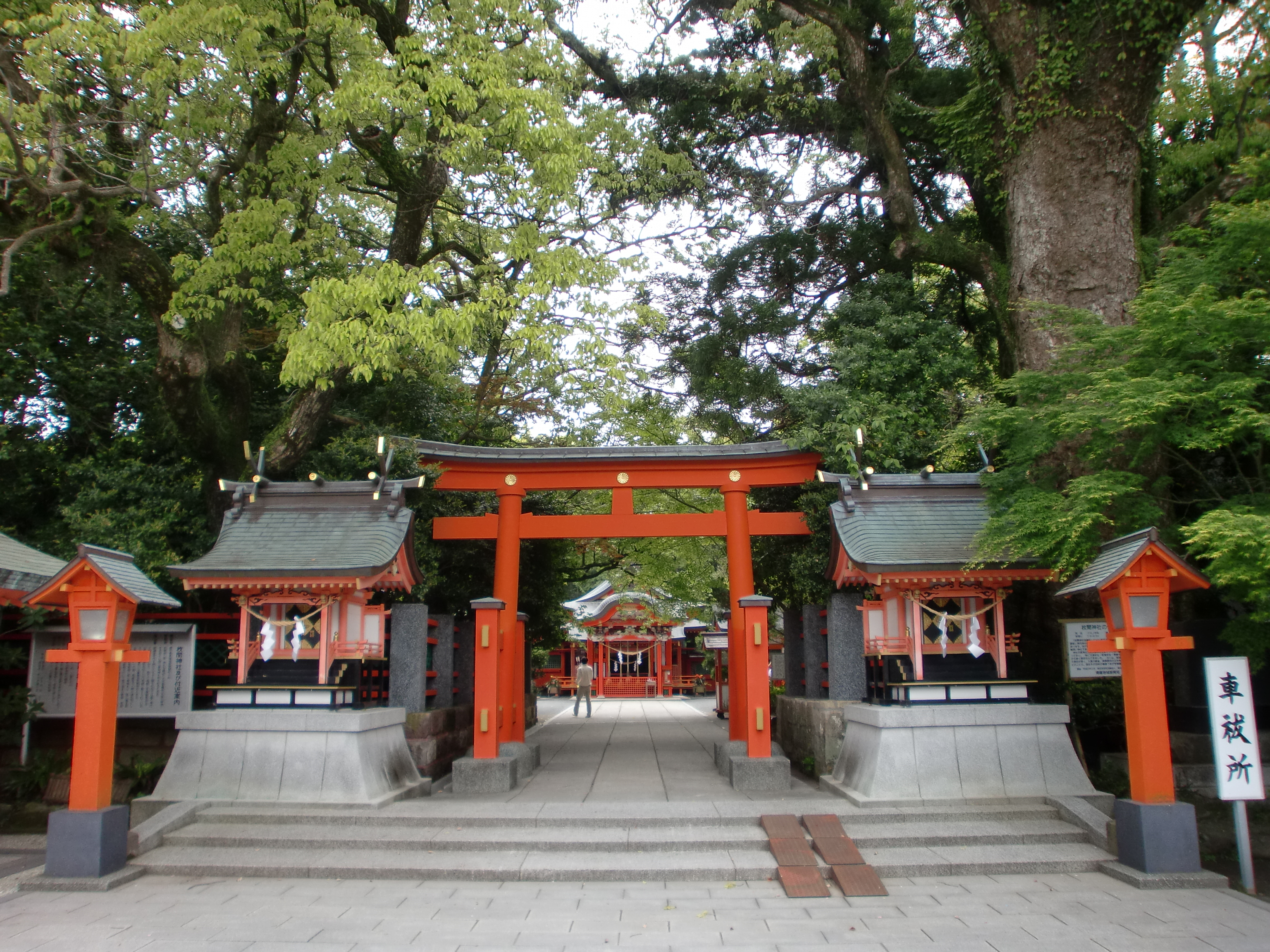
Torii du sanctuaire.

Le Hirakiki-ji (枚聞神社, Hirakiki-jinja) est un sanctuaire shinto consacré à Amaterasu et situé à Ibusuki dans la préfecture de Kagoshima au Japon.